# Libertia peregrinans

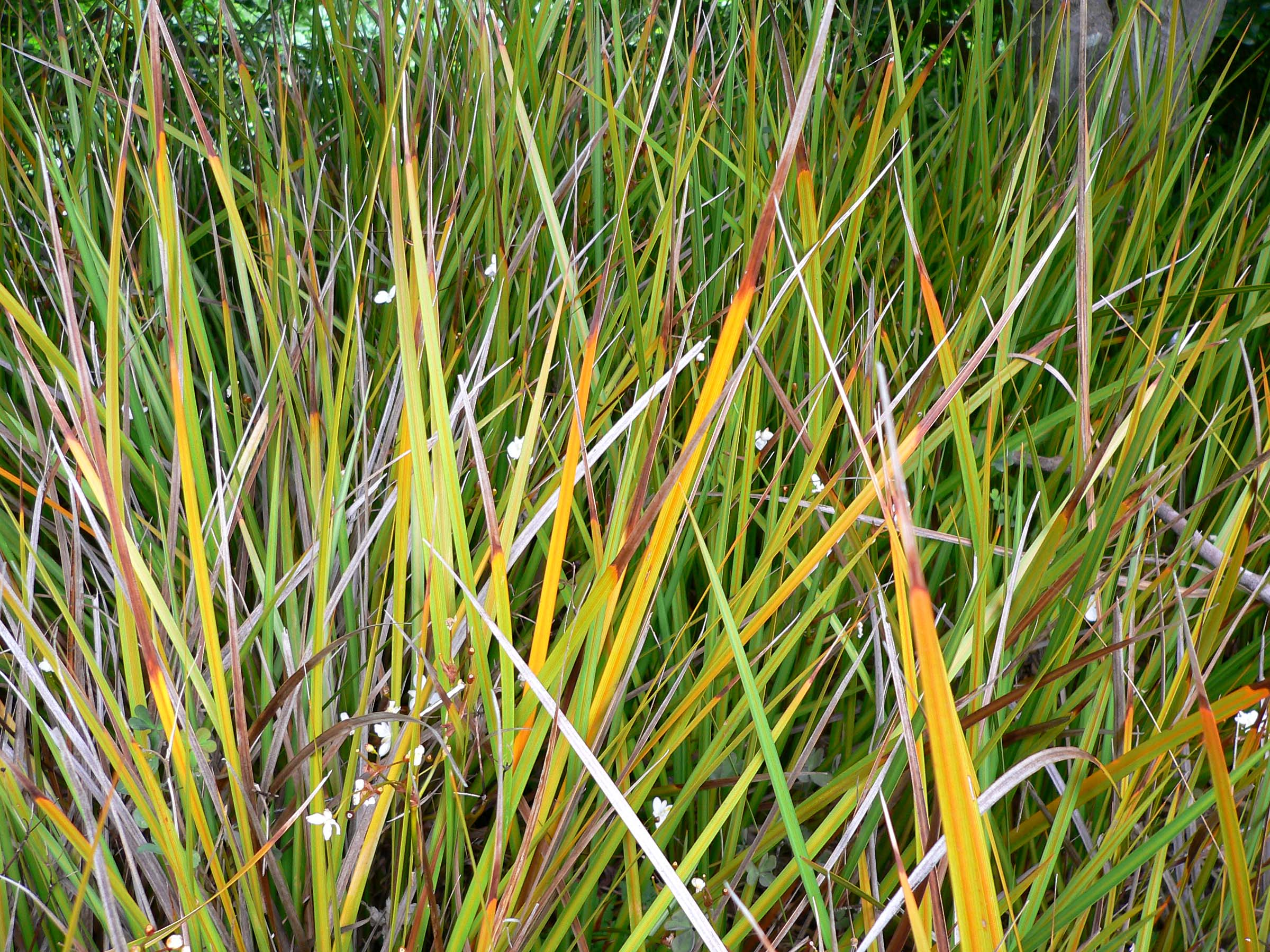
Листья

Libertia peregrinans  (лат.) — вид цветковых растений рода Либертия (лат. Libertia) семейства Ирисовые, или Касатиковые (лат. Iridaceae). Эндемик Новой Зеландии. Используется в садоводстве как декоративное растение.